# Gianfranco Paolucci
Gianfranco Paolucci (ur. 18 lutego 1934 w Pesaro) – włoski szpadzista, wicemistrz olimpijski. 
Na igrzyskach olimpijskich w Tokio w 1964 roku Włosi w składzie: Giuseppe Delfino, Alberto Pellegrino, Gianluigi Saccaro, Gianfranco Paolucci i Giovanni Battista Breda zdobyli drużynowo srebrny medal. Indywidualnie nie startował. Na rozgrywanych cztery lata później igrzyskach olimpijskich w Meksyku zajął miejsce 6. w drużynie, a indywidualnie odpadł w drugiej rundzie.
Nie zdobył medalu mistrzostw świata.

## Osiągnięcia
Konkurencja: szpada
Igrzyska olimpijskie
- drużynowo (1964)